# Igor Joukov
Pour les articles homonymes, voir Joukov (homonymie).
Igor Mikhaïlovitch Joukov (en russe : И́горь Миха́йлович Жу́ков), né à Gorki le 31 août 1936 et mort le 26 janvier 2018 à Moscou, est un pianiste russe, chef d'orchestre et ingénieur du son.

## Biographie
Igor Joukov est né à Gorki (aujourd'hui Nijni Novgorod) en 1936 mais sa famille s'installe à Moscou dès l'année suivante. Quatre ans plus tard, ils sont évacués à Viatka (aujourd'hui Kirov) en raison de la Seconde Guerre mondiale. Après la guerre, ils retournent à Moscou, où Joukov étudie au Conservatoire en 1955, en étudiant d'abord avec Emil Guilels puis avec Heinrich Neuhaus. Il est diplômé en 1960, après avoir remporté le deuxième prix au Concours de Piano Long-Thibaud à Paris, en 1957. 
En dehors de sa carrière en tant que pianiste, Joukov a également dirigé son propre ensemble fondé par Rudolf Barchaï, l'Orchestre de Chambre de Moscou jusqu'à sa retraite de la direction en 1994. Il a été le pianiste du Trio Joukov, fondé en 1963 avec qui il s'est produit jusqu'en 1980, avec les autres membres, la violoniste Grigori Feighin et le violoncelliste Valentin Feighin. Le trio est connu pour ses « Concerts Historiques » présentant un répertoire couvrant les XVIIe au XXe siècles. 
Igor Joukov a effectué des enregistrements pour le label Melodiya ; notamment les sonates de Scriabine. Joukov a également une passion pour l'enregistrement et a dit de lui-même « je suis le meilleur pianiste parmi les ingénieurs du son, et le meilleur ingénieur du son parmi les pianistes ».

## Discographie
- J.S. Bach, Passacaille en ut mineur BWV 582 ; Schumann, Scènes de la forêt op 82 ; Tchaïkovski, Souvenirs de Hapsal op 2 ; Rachmaninov, Barcarolle op 10/3 ; Prokofiev, Children's Music op 65 ; Melodia, Russian Piano School vol. 16 ; CD BMG 74321 332142 (1996)
- Beethoven, Andante favori WoO 57 ; Schubert, Moment musical op 94/3, Impromptu op 142/3, Sonate en la mineur op posthume 143 ; Prokofiev, Sonate n°9 op 103 ; enregistré à Munich en 1992 et 1994 : CD Live Classics (1996)
- Jānis Ivanovs, concerto pour piano - Orchestre National de Lettonie, dir. Vassili Sinaïski (1977, LP Melodiya S10-11829+ / "Janis Ivanovs vol. 7" Campion Records° / LMIC 035*) (+) avec le concerto pour violon / (°) avec la symphonie no 10 (OCLC 50764518) / (*) avec les symphonies nos 14 et 20.
- Alexandre Scriabine, sonates pour piano (1972/74, 3LP Melodiya SR 40191 / 40217-40218) (OCLC 80577664)
- Alexandre Scriabine, sonates pour piano et Fantaisie (1999/2000, 3CD Telos TLS 035) (OCLC 840348850)
- Boris Tchaïkovski, trio avec piano - Gregory Feigin, violon ; Valentin Feigin, violoncelle (2005, "Boris Tchaikovsky Edition, vol. 1" Albany) (OCLC 705355133) œuvre principale : concerto pour violoncelle
- Piotr Ilitch Tchaïkovski, concerto pour piano no 2 - Orchestre symphonique de la radio de Moscou, dir. Guennadi Rojdestvenski (1973, LP Melodiya)

### Source
- (en) Christoph Rueger, The multiple talents of Igor Zhukov. Essai figurant dans le livret du disque The Russian Piano School Vol 16 : Igor Zhukov, 1996, Melodiya 74321 332142